# Abelardo L. Rodríguez
Abelardo Rodríguez Luján, tên thường gọi là Abelardo L. Rodríguez (phát âm tiếng Tây Ban Nha: [aβeˈlarðo ˈele roˈðɾiɣes], ngày 12 tháng 5 năm 1889 - ngày 13 tháng 2 năm 1967) là tổng thống lâm thời của Mexico từ năm 1932 đến năm 1934. Ông đã hoàn thành nhiệm kỳ của Pascual Ortiz sau khi ông từ chức.
Sinh ra ở San José de Guaymas, Sonora, đến một gia đình nghèo, anh đã làm việc rất sớm trong một cửa hàng đồ trang sức, trong một mỏ đồng, và là một cầu thủ bóng chày chuyên nghiệp. Ông đã không hoàn thành các nghiên cứu chính của mình ở Nogales, Sonora, chỉ khi hoàn thành lớp 4. Ông gia nhập cuộc Cách mạng Mexico năm 1913 và bắt đầu tiến lên hàng ngũ ngay sau đó. Ông trở thành Đại tá năm 1916, và sau khi tham gia vào Kế hoạch Agua Prieta, ông được bổ nhiệm làm Tư lệnh Quân đội của Bắc Baja California năm 1921.